# Дунаи, Лайош
Лайош Дунаи (венг. Dunai Lajos; 29 ноября 1942, Будапешт — 18 декабря 2000, Будапешт) — венгерский футболист, защитник. Олимпийский чемпион 1968 года.

## Биография

### Игровая карьера
В течение четырёх сезонов Дунаи играл за «III. Керюлети». В 1965 году перешёл в МТК, за который играл в течение 10 сезонов. За эту команду он сыграл в Национальном чемпионате 236 матчей и забил 20 голов. В 1968 году в составе МТК выиграл Кубок Венгрии.
В составе сборной Венгрии принимал участие на олимпийском футбольном турнире 1968 года и стал олимпийским чемпионом. Он сыграл в матче группового этапа со сборной Израиля (2:0) и в трёх матчах плей-офф, в том числе и победном финале со сборной Болгарии (4:1).

### Смерть
Скончался 18 декабря 2000 года в Будапеште в возрасте 58 лет.

## Достижения
МТК
- Обладатель Кубка Венгрии (1): 1968

 Венгрия
- Олимпийский чемпион (1): 1968